# رژین کرسپن
رژین کرسپن (فرانسوی: Régine Crespin‎؛ ۲۳ فوریه ۱۹۲۷ – ۵ ژوئیه ۲۰۰۷) یک خواننده سوپرانوی اپرا اهل فرانسه بود. وی مابین سال‌های ۱۹۵۰ تا ۱۹۸۹، فعالیتی گسترده و بین‌المللی داشت و شهرتش در اجرای نقشِ شخصیت‌های اصلیِ زن در اپراهای ریشارد اشتراوس و ریشارد واگنر بود.
او اپراهای گوناگونی را درسبک‌های مختلف به زبان‌های آلمانی، فرانسوی، ایتالیایی و روسی با صدای سوپرانوی خود اجرا می‌کرد؛ اما از اوایل دههٔ هفتاد میلادی، صدایش دچار مشکل شد و در نهایت مجبور شد تا نقش‌های متزو سوپرانو را ایفا کند.
رژین دانش‌آموختهٔ «کنسرتوار پاریس» بود و بعدها خودش مدرس موسیقی در این مرکز آموزشی مشهور شد و شاگردان فراوانی را تربیت کرد.
رژین کرسپن را بخاطر ظرافت، زیبایی، گرمی و لطافت صدا و اجراهایش ستوده‌اند.
در سال ۲۰۱۱ میلادی و به پاس فعالیت‌های هنری او، یک «بخش آواز» به «رقابت‌های بین‌المللی مارگاریت لون-ژاک تیبو» که ویژهٔ نوازندگان ویولن و پیانو بود افزودند و نامش را به «رقابت‌های لون-تیبو-کرسپن» تغییر دادند.
وی همچنین در سال ۱۹۷۲ میلادی نشان «شوالیه» لژیون دونور را کسب کرد و در سال‌های ۱۹۸۲ و ۱۹۹۴ میلادی، به ترتیب، به رتبه‌های «افسر» و «فرمانده» این نشانِ مهم را ارتقا یافت.